# Papalotla (kommun)
Papalotla är en kommun i Mexiko. Den ligger i delstaten Mexiko, i den centrala delen av landet, cirka 30 kilometer nordost om huvudstaden Mexico City. Huvudorten i kommunen är Papalotla. Kommunen hade 4 137 invånare vid folkmätningen 2010. Med en area på 3.19 kvadratkilometer, är Papatotla den minsta kommunen i Mexico Citys storstadsområde både ytmässigt och befolkningsmässigt.